# Université de Lettonie des sciences et technologies de la vie
L'université de Lettonie des sciences et technologies de la vie (en letton, LBTU, Latvijas Biozinātņu un tehnoloģiju universitāte) est une université lettonne, fondée en 1939 avec une faculté, celle d'agriculture fondée dès 1863, située à Jelgava (une ville de culture à seulement 40 km de Riga, la capitale). Elle forme environ 9 000 étudiants et le nombre de professeurs et de chercheurs dépasse 500.